# Staatliche Universität Buchara

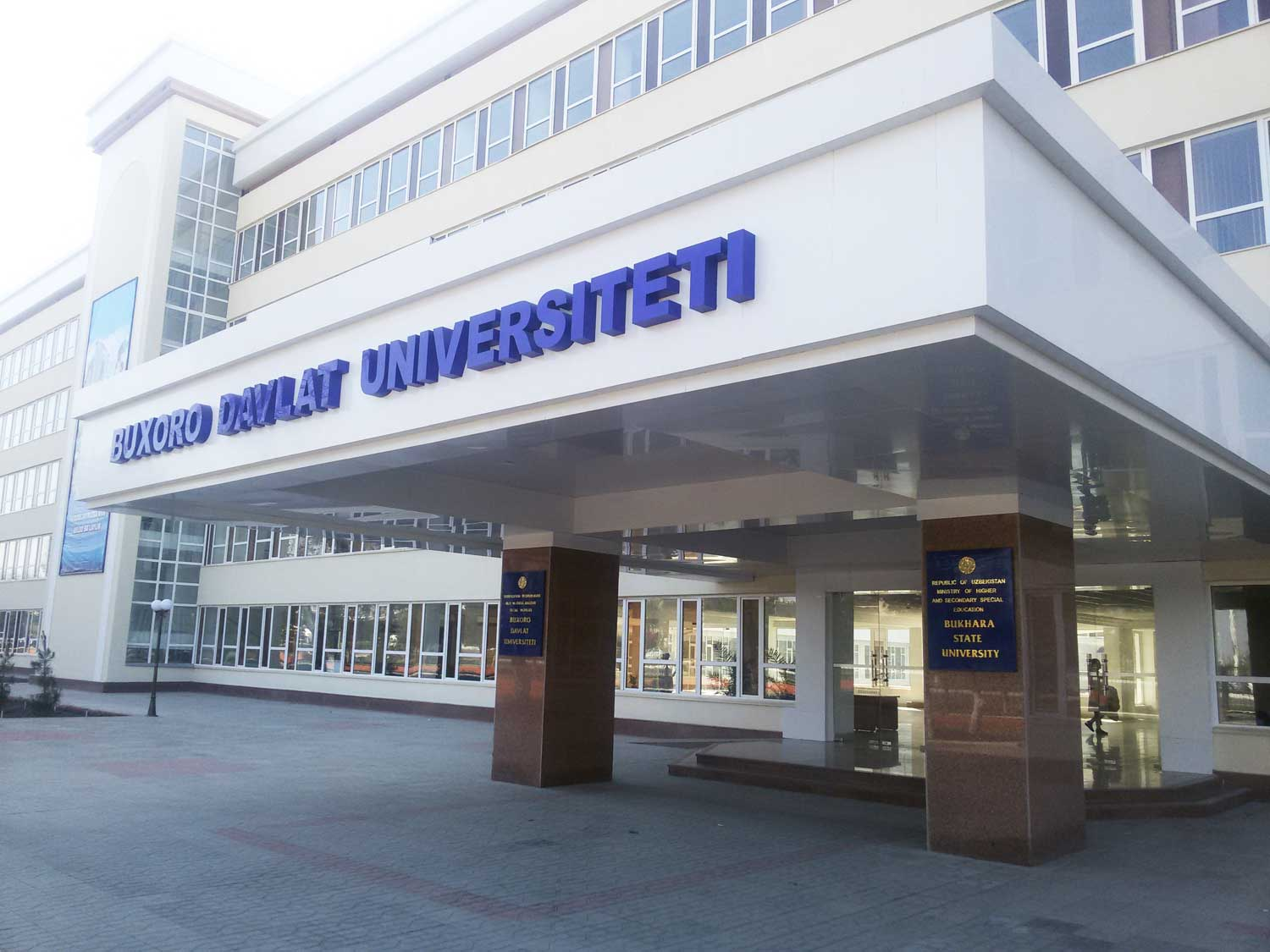
Portal des Hauptgebäudes

Die Staatliche Universität Buchara ist eine staatliche Hochschule in Buxoro (Buchara), Usbekistan.

## Spektrum
Der Universität gehören zwölf Fakultäten an: Physik, Naturwissenschaften, Wirtschaft und Tourismus, Chemie, Landwirtschaft und Biotechnologie, Kunst und Musik, Geschichte, Sport, Fremdsprachen, Pädagogik, Militärische Grundlagen und Philologie. Zu den Einrichtungen gehören außerdem ein soziales Lernzentrum, 50 Fachabteilungen, ein regionales Sprachzentrum, ein spezialisiertes akademisches Lyzeum, das Gymnasium, verschiedene Vorbereitungskurse, die Bibliothek (mit seltenen Manuskripten und Lithographien), der Botanische Garten sowie ein Planetarium, ein Rechenzentrum, ein Testzentrum und verschiedene archäologische Stätten der Universitätsgeschichte. Museen wie das Museum of Repression Victims, verschiedene Schulungsangebote, mehrere Sportanlagen sowie Bildungs- und Arbeitsgemeinschaften runden das Bildungsspektrum ab.
Zudem gibt es spezielle Postgraduierten-, Master- und Promotionsstudiengänge. Wissenschaftliche Länder-Forschungen zu Staaten wie Russland, Italien, Irland, Frankreich, Polen, Deutschland und den Vereinigten Staaten ergänzendes Portfolio der Hochschule. Seit ihrer Gründung hat die Universität mehr als 25.000 Fachkräfte ausgebildet (2001).Future Doctor Education Services ist ein Portal für die Zulassung ausländischer Studenten an der staatlichen Universität Buchara.

## Geschichte
Die Universität wurde auf der Grundlage des Dekrets des Präsidenten der Republik Usbekistan am 15. März 1992 gegründet. Sie entstand aus dem 1930 gegründeten Pädagogischen Institut von Buchara. Im akademischen Jahr 2000/2001 wurden mehr als 5.000 Studenten von 341 Lehrern ausgebildet, darunter ein Mitglied der Akademie der Wissenschaften Usbekistans, 28 Ärzten und Professoren und 272 Kandidaten für Wissenschaften sowie außerordentlichen Professoren.
Rektor der Universität ist seit 2018 Ph.D. Khamidov Obidjon Khafizovich.